# Музеј Пјер Фуша
Музеј Пјер Фуша (фр. Musée Pierre-Fauchard, Ordre National des Chirurgiens-Dentistes) један је од многобројних музеја Париза, посвећен историји и техникама стоматологије кроз векове. Основан је са циљем да прикаже старе инструменате и документацију из ове области зубарства. Музеј ради под патронатом Музеја јавног здравља - болнице Париза (фр. Musee de l’Assistance Publique - Hopitaux de Paris).

## Назив
Овај јединствени музеј у Паризу који се од свог оснивања с краја 19. века непрстано развијао и растао, 1937. године у знак признања и сећање на лик и дело Пјера Фуша (фр. Pierre Fauchard, 1679 — 1761), добио је његово име. Тиме је одато признање и почаст француском зубном хирургу, који се сматра „оцем” модерне зубне хирургије, који је практиковао у првом делу 1700-тих. Оригиналне књиге коју је Пјер Фуша објавио давне 1728. године, заједно са намештајем, сликама и бакрописима овог лекара данас чува у музеју.

## Положај
Музеј Пјер Фуша се налази на адреси 22, rue Émile-Menier F-75016 у 16. арондисману Париза у Републици Француској, у близини неких других необичних музеја у Паризу, укључујући Musée d' Ennery и Musée dе la Contrafacon, недалеко од метро станице Дафен (Porte Dauphine Metro stop via line 2) или железничке станице  (Avenue Foch via line C).

## Историја
Подсетимо се укратко да је зубарски музеј већ био у настанку када је удружење „Cercle des dentistes de Paris“ основано 30. маја 1879. Званично, музеј је настао 1880. године у Стоматолошкој школи у Паризу, као „Музеј зубарске уметности”  за задатком да својим ученицима прикаже старе алате и технике, До краја 19. века у музеју је изложено неколико стотина предмета, јер је музеј јако брзо „обогаћивао” збирку бројним донацијама.
Током 1970-тих година  Société de l’École dentaire de Paris, музејску збирку препознало је као јавно и корисно добро, и преузело збирку музеја Пјер Фуша и током 1986. године депоновало је у просторијама Ordre national des Chirurgiens-Dentistes (ONCD). 
Године 1998. године, током ликвидације удружења Société de l’École dentaire de Paris донирало је  Музеју Assistance Publique-Hôpitaux у Паризу читав музеј, укључујући и његову библиотеку. Збирка је депонована у Међууниверзитетској здравственој библиотеци (БИУ Санте) која је чува и чини доступном јавности.
Године 2012. године када је продат самостан Мирамион, у коме се налазио музеј Assistance Publique-Hôpitaux у Паризу, то је резултовало престанком рада музеја и складиштењем артефаката, од којих су неки јединствени у свету, у кутијама у депоима болнице hôpital du Kremlin-Bicêtrе. Ови артефакти чекају завршетак пројекта великог музеја историје медицине у Паризу.

### Колекција
Колекција тренутно поседује:
- 1.000 предмета из историје стоматологије,
- неколико инструмената и зубарских столица из 17. и 19. века,
- 350 предмета за чишћење и вађење зуба,
- 200 зубних протеза,
- неколико слика  холандске уметничке школе из 17. века,
- библиотеку од 500 књига .

### Виртуелни музеј
По идеји Ги Робера у сарадњи са члановима Француског друштва за историју стоматолошке уметности (СФХАД) основан је виртуелни музеј са циљем да омогући визуелни приступ овом богатом наслеђу и оживи историју стоматолошке хирургије.
Излаже се дакле не само историја инструмената, већ и историја свих генијалних, инвентивних и одважних људи који су вековима покушавали, упркос готово постојећој инструменталној несигурности до 19. века, за ублажавање зубних болова, [да се баве стоматолошком хирургијом]. Коначно, то је и прича о свима онима који су уз велики страха могли издржати већину интервенција.